# 정3품
정3품은 18품계 중 제5등급의 품계이다. 특히 조선시대 품계를 크게 양분할 때 정3품 상계 이상을 당상관(堂上官), 정3품 하계 이하를 당하관(堂上官)이라고 하였다. 오늘날의 차관보급, 1급에 해당한다.

## 고려

### 관직
중서문하성(中書門下省)의 좌우산기상시(左右散騎常侍)와 중추원의 부사 · 첨서원사(簽書院事) · 직학사(直學士) · 지주사(知奏事) · 좌승선(左承宣) · 우승선 · 좌부승선 · 우부승선, 6부(部)(이부 · 호부 · 예부 · 병부 · 형부 · 공부)의 상서(尙書), 어사대부(御史大夫) · 삼사사(三司使) · 한림학사승지(翰林學士承旨), 그리고 비서성(祕書省) · 전중성(殿中省) · 예빈성(禮賓省) · 합문(閤門) · 위위시(衛尉寺) · 대복시(大僕寺) · 대부시(大府寺) · 사재시(司宰寺) · 사천대(蒔天臺)의 판사(判事), 동궁관(東宮官)의 태자빈객(太子賓客), 첨사부(詹事府) 첨사와 무반직으로서 상장군(上將軍) 등.

## 조선

### 품계명
- 종친계: 상계 명선대부(明善大夫), 하계 창선대부(彰善大夫)
- 의빈계: 상계 봉순대부(奉順大夫), 하계 정순대부(正順大夫)
- 문산계: 상계 통정대부(通政大夫), 하계 통훈대부(通訓大夫)
- 무산계: 상계 절충장군(折衝將軍), 하계 어모장군(禦侮將軍)[2]

### 관직

#### 상계 (당상관)
- 도정(都正) (종친부, 돈녕부, 훈련원)
- 부위(副尉) (의빈부)
- 참의(參議), 참지(參知) (육조 - 이조, 호조, 예조, 병조, 형조, 공조)
- 도승지,  좌승지, 우승지, 좌부승지, 우부승지, 동부승지 (승정원)
- 판결사 (장례원)
- 대사간 (사간원)
- 찬선(贊善), 보덕(輔德) (세자시강원)
- 선전관(宣傳官)
- 천총, 수군절도사, 진영장
- 등등

#### 하계 (당하관)
- 첨위(僉尉) (의빈부)
- 정(正)
- 목사(牧使)
- 등등